# 菊池瑞穂
菊池 瑞穂（きくち みずほ、男性、1927年12月11日 -2022年4月16日 ）は、日本の実業家。富士シティオ及びスリーエフの創業者。

## 人物・来歴
愛媛県西宇和郡宮内村（後の保内町、現在の八幡浜市）の農家出身。日本の降伏後復員して上京し、富士スーパーを創業。1979年富士スーパーのコンビニエンス事業部としてスリーエフを創業し、チェーン展開を開始し、1981年スリーエフを設立。2007年に郷里八幡浜市立宮内小学校と、八幡浜市立保内中学校に本を寄贈し、図書館内に菊池瑞穂・早苗文庫が設けられた。のちにスリーエフ代表取締役社長を務めた中居勝利は娘婿。

## 著書
- 『縁に福あり』神奈川新聞社 2008年